# Русини в Угорщині
Русини в Угорщині або угорські русини — офіційно одна з 13 народностей Угорського королівства, східнослов'янська народність. У сучасній Угорщині особи, які ідентифікують себе русинами живуть переважно в повіті Боршод-Абауй-Земплен, здебільшого в Комлошці та Мучоні, але їх також можна зустріти у Будапешті, у повіті Саболч-Сатмар-Берег. На час перепису 2011 року в Угорщині проживало 3323 русини.

## Історія
Протягом століть русини завжди називали себе етнічною назвою русь, але їх власна національна свідомість склалася лише в другій половині ХІХ ст. Русинський греко-католицький священник з Пряшева Олександр Духнович написав русинський гімн і закликав греко-католицьких русинів Карпатського регіону усвідомити себе окремим від угорців народом. Це русинське національне пробудження відбулося в історичній Угорщині в той самий час, коли слов'янське населення гірських районів усвідомили себе словацькою нацією, а населення Галичини під владою Габсбургів — українським народом. На той час українство ще не поширилося серед русинів в Угорщині. Русини втратили свою керівну верству внаслідок перебування у складі Угорського королівства, коли місцева шляхта мадяризувалася та влилася до складу угорського нобілітету. На середину ХІХ ст. більшість з них були кріпаками, землеробами та пастухами. З цієї причини було важко відразу об'єднати весь народ карпатських русинів під можерною ідентифікацією. У ХІХ-ХХ ст. російські та українські націоналісти намагалися свій світогляд і на русинів. Однак вони ще не повністю модернізовані. Частина людей міцно зберегли традиції греко-католицької релігії та свою специфічну народну культуру, і таким чином русинська національна самосвідомість успішно збереглася до сьогодні.

Русинські етнографічні групи

За своїм походженням усі русини були пов'язані з Карпатами: їхні групи, які жили в історичному Угорському королівстві, проживали на території нинішнього Закарпаття, Східної Словаччини, північно-східних регіонів сучасної Угорщини. У XVIII столітті деякі з них мігрували звідти на заробітки до інших регіонів Угорщини. Століттями русинські жниварі виконували жнивні роботи на Великих рівнинах або навіть збирали врожай у Токаї-Хег'яля.
В Угорщині, за часів соціаліста-Кадара, русинів класифікували як угорських словаків, через це вони не мали своєї організації чи школи. Так, не могли розвиватися ні русинська (українська) інтелігенція, ні русинська (українська) культура. На щастя, місцевий поет Ґабор Хаттінґер-Клебаско, який народився в Комлосці, попри словакізацію, визнав себе русином і власними зусиллями заохочував русинство. Він написав багато русинської літератури. Його підтримувала його дружина Юдіт Чепаньїне Кісс. Після зміни режиму, у 1991 році, угорський уряд визнав в Угорщині русинську спільноту. Були створені муніципалітети та організації русинської меншини. Відтоді було забезпечено плекання літератури та культури русинської мови, засновано Комлоський загальноосвітній центр русинської національності, національний дитячий садок і школу.
Попри асиміляцію, русинство зберегло свою самобутність. Вони регулярно ходять на Месу, а Греко-Католицька Церква служить месу русинським діалектом української мови.
Нині, окрім Угорщини, русинську спільноту як окрему національність визнали ще в кількох країнах, де проживають русини-українці, за винятком України. Українці зараховують закарпатських русинів та їх етнічні групи (бойків, долинян, гуцулів і лемків) до етнографічної групи українського народу. Немає міжнародно-правового визначення меншин, тому визнання меншин все ще є внутрішньою справою окремих держав.

## Освіта
У Комлошці була єдина в країні русинська початкова школа. Заклад, зареєстрований як найменша школа в країні, припинив своє існування 31 серпня 2020 року, попри надані субвенції. Національну освіту все ще забезпечувала діяльність національного дитячого садка та кухні Komlóskai Ruszin, тоді як навчання русинської мови здійснюється в греко-католицькій початковій школі Святого Петра у Мучоні, яку утримує єпархія Мішкольц.

## Медіа
- Газета: Ruszin Világ
- Газета: Народна Руська Газета
- Телебачення: Угорське телебачення транслює Рондо щомісяця[недоступне посилання з 01.11.2018 — історія] c. веде в своєму журналі передачу русинським діалектом української мови

## Див. також

Прапор русинів світу

## Додаткова інформація
- Культурно-інформаційний центр угорських русинів
- Угорські русини
- Міклош Тібор Попович: Зусилля збереження ідентичності русинів в Угорщині — 31 серпня 2011.